# Matanza del 18 de marzo
La matanza del 18 de marzo de 1926 fue un incidente que tuvo lugar en Pekín durante la guerra entre Feng Yuxiang y la alianza formada por Wu Peifu y Zhang Zuolin. Tropas del Gobierno mataron a varias decenas de manifestantes que protestaban por el ultimátum de las potencias al Gobierno para que este acabase con el bloqueo del puerto de Taku.

## Antecedentes
El 23 de octubre de 1924 Feng Yuxiang traicionó a la camarilla de Zhili, abandonó el frente que defendía, marchó sobre la capital y obligó al presidente Cao Kun a destituir a Wu Peifu. Su acción precipitó la derrota de la camarilla a manos de Zhang Zuolin en la segunda guerra Zhili-Fengtian. La subsiguiente rivalidad entre Feng y Zhang por controlar el Gobierno llevó a finales de 1925 a un enfrentamiento militar entre Feng y la alianza que formaron Zhang y su antiguo rival, Wu Peifu. Derrotado, Feng anunció su retiro y exilio para tratar de evitar la aniquilación total de sus fuerzas, en vano.

## La matanza

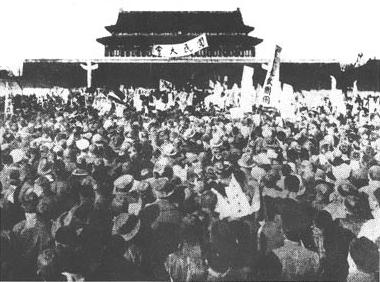
Protesta en Pekín contra el ultimátum de las grandes potencias al Gobierno chino.

Las tropas de Feng habían logrado arrebatar Tianjin a Zhang tras duros combates y muchas bajas. Para tratar de defenderse de las fuerzas navales de Zhang, el Guominjun de Feng minó y bloqueó el puerto de Taku. El Gobierno japonés protestó inmediatamente por la medida, que sostenía era contraria al Tratado de Xinchou firmado tras la rebelión bóxer. Con apoyo del resto de potencias, se presentó un ultimátum al Gobierno de Pekín para exigir el fin inmediato del bloqueo el 16 de marzo. Al día siguiente, tuvo lugar una manifestación convocada por el Guomindang y el partido comunista para exigir al Gobierno de Duan Qirui el rechazo del ultimátum.
La guardia presidencial abrió fuego contra los delegados de los manifestantes e hirió a varios de ellos; al día siguiente, 18 de marzo, se convocó una manifestación multitudinaria en la Plaza de Tian'anmen que marchó a continuación hacia las oficinas de Duan; la guardia que las protegía disparó contra los manifestantes y mató a más de cuarenta. Al día siguiente, Duan ordenó el arresto de cuatro dirigentes del Guomindang y uno de los comunistas, acusados de instigar la manifestación del día anterior y diseminar propaganda comunista. Los perseguidos obtuvieron la protección del comandante del Guominjun que mandaba la guarnición capitalina hasta que tuvo que evacuar Pekín el 15 de abril por los avances de Wu y Zhang.